# Basrakarekiet
De basrakarekiet (Acrocephalus griseldis) is een zangvogel uit de familie Acrocephalidae (rietzangers). De vogel werd in 1891 door Gustav Hartlaub geldig beschreven. Het is een bedreigde vogelsoort die voorkomt in zuidelijk Irak en overwintert in Oost-Afrika.

## Kenmerken
De vogel is 18 cm lang, van boven donkerbruin en witachtig van onder. De flanken zijn roomkleurig en deze karekiet heeft een karakteristieke tekening op de kop met een duidelijke zwarte oogstreep en een zeer lichte wenkbrauwstreep. De grote karekiet (A. arundinaceus) lijkt sterk op deze soort, maar de basrakarekiet heeft een langere, dunnere snavel die duidelijk tweekleurig is met een lichte ondersnavel en een kortere staart.

## Verspreiding en leefgebied
Deze soort komt voor in zuidoostelijk Irak tussen Baghdad en Basra, in de vallei van de rivieren Eufraat en Tigris. Er zijn ook waarnemingen ten noorden van Bagdad, in het zuidwesten van Iran in Khuzestan en in 2007 werd een broedend paar in Israël waargenomen.
Ze overwinteren van Soedan, Zuid-Soedan, Ethiopië, Kenia, Tanzania tot verder in het zuiden van Malawi en Mozambique. De vogel broedt vooral in lisdodde langs meren en langzaam stromende rivieren. De vogel foerageert in dichte rietvelden (Phragmites australis). In de overwinteringsgebieden wordt de vogel aangetroffen in mangrove en andere vegetatietypes van moerasgebieden.

## Status
De basrakarekiet heeft een bedreigd verspreidingsgebied. De grootte van de populatie werd in 2012 door BirdLife International geschat op 1500 tot 7000 volwassen individuen en de populatie-aantallen nemen af. Het leefgebied wordt aangetast door drooglegging van de moerassen in Irak en de gevolgen van diverse oorlogen. Hoewel na de val van Saddam Hoessein ook gebied ontpolderd is. In Kenia worden ook grote moerasgebieden door waterwerken bedreigd. Om deze redenen staat deze soort als bedreigd op de Rode Lijst van de IUCN.